# 데메테르
데메테르(그리스어: Δημήτηρ, 영어: Demeter)는 그리스 신화의 곡식과 수확의 여신이며 올림포스의 12신의 하나이다. 계절의 변화와 결혼의 유지를 관장하는 것으로도 여겨졌다. 올림포스의 12신 이전부터 숭배받고 있었던 것으로 보인다. 로마 신화의 케레스에 해당된다.

## 페르세포네 신화
데메테르는 신들의 신인 제우스와의 사이에 딸 페르세포네를 낳았다. 후에 페르세포네는 저승의 신 하데스에게 납치되어 명계로 끌려간다. 딸을 찾아 헤매던 데메테르는 지상 어느 곡물도 열매를 맺지 못하게 했고, 제우스에게 항의하였다. 제우스는 형인 하데스에게 페르세포네를 놓아주라고 하는데, 하데스는 명계에서 음식을 먹으면 안 된다는 점을 이용해서 페르세포네에게 석류를 권하여 먹게 한다. 결국 데메테르는 일 년 중 삼 분의 이만 딸과 지내게 되었고 헤어져 있는 기간을 겨울이라고 불렀다. 이로써 데메테르는 사계절의 변화를 확립하고 엘뤼시스 제전을 시작하였다.
- 헤어져 있는 기간을 겨울이라는 설도 있지만, 그리스에서는 '밀'을 주식으로 삼았기 때문에, 밀의 경작 시기인 10월부터 이듬해 5월까지 데메테르와 페르세포네가 함께 지내고, 헤어져 있는 기간은 여름인 6월부터 9월이라고 보는 설도 있다.

## 같이 보기
- 메데스
- 메데이아
- 바스테트
- 이시스
- 페르세포네
- https://www.quora.com/What-powers-did-the-Greek-Goddess-Demeter-have